# Aprostocetus setosulus
Aprostocetus setosulus är en stekelart som beskrevs av Graham 1987. Aprostocetus setosulus ingår i släktet Aprostocetus, och familjen finglanssteklar. Arten är reproducerande i Sverige.